# Åsmund Kåresson
Åsmund Kåresson war ein schwedischer Runenmeister der Wikingerzeit in der ersten Hälfte des 11. Jahrhunderts. Mit seinem Namen sind 20 Inschriften auf Runensteinen in Uppland, Södermanland und Gästrikland signiert.
Mehr als 30 weitere können ihm zugeschrieben werden.
Åsmund ist der Erfinder des klassischen Runensteins im Urnes-Stil, bei dem ein oder zwei Tiere ihre Köpfe im Profil zeigen. Sein Kunststil war wegweisend und wurde mit einer an die Form des Steins angepassten gekonnten Eleganz und künstlerischer Sicherheit ausgeführt, die die meisten seiner Nachfolger (Fot, Visäte, Øpir) übertraf.
Außerhalb der Västeråker-Kirche in Uppland befinden sich der von Åsmund Kåresson signierte Runenstein U 847, früher der Schwellenstein zwischen dem Kirchenschiff und der Kirche. Die Inschrift U Fv1986;84 auf dem Runenfelsen von Bo Gård auf Lidingö ist von Åsmund signiert und seinem Großvater namens Stein gewidmet. Der Text besagt, dass Steins Söhne Sibbi, Geirbjôrn und Ulfr hießen. Es ist unbekannt, ob einer von ihnen der Vater von Åsmund war. Darüber hinaus führte Åsmund auf U 956 in Vedyxa und Gs 11 in Järvsta sein Patronym mit dem Text „osmuntr kara sun“ (deutsch Ásmundr Káris Sohn) auf.
Jüngste Sprach- und Schnitztechnikstudien der Åsmund-Steine zeigen, dass er im heutigen Medelpad aufgewachsen, nach Uppland gezogen ist und anschließend eine Lehre im Gästrikland absolviert hat, bevor er Runenmeister wurde.